# TV5 (Philippines)
TV5 est une chaîne de télévision philippine appartenant à TV5 Network, Inc.

## Histoire
L'entreprise TV5 Network est fondée en 1960 sous le nom de Associated Broadcasting Corporation (ABC) par l'homme de presse Joaquin Roces, propriétaire du Manila Times. La chaîne est fermée par le président Ferdinand Marcos quand il déclare la loi martiale en 1972. Elle est ensuite relancée en 1992. En octobre 2003, ABC est rachetée par un groupe dirigé par l'homme d'affaires Antonio « Tonyboy » O. Cojuangco, Jr. ancien président du conseil de la Philippine Long Distance Telephone Company (PLDT) et propriétaire de Dream Satellite Broadcasting and Bank of Commerce. La chaîne cible le marché des jeunes de la classe moyenne et supérieure, mais rencontre des difficultés financières. En mars 2008, Cojuangco annonce qu'ABC a conclu un partenariat avec MPB Primedia Inc, une entreprise locale. Cojuangco déclare qu'en principe, MPB Primedia Inc. va produire la plupart des émissions de divertissement, tandis qu'ABC continuera à être responsable des émissions d'informations et de l'exploitation des stations. MPB Primedia obtient également  le droit exclusif de planifier et de gérer la vente du temps d'antenne d'ABC-5. Christopher Sy est nommé PDG de MPB Primedia, Inc. Il occupe ce poste jusqu'à sa démission en janvier 2009. la chaîne est officiellement relancée sous son nouveau nom de TV5,.
Puis en 2009, TV5 Network devient une filiale de MediaQuest Holdings. Malgré les difficultés financières au sein de la direction, TV5 affirme sa place dans les trois premiers réseaux de télévision du pays avec une audience dominée par des téléspectateurs masculins et jeunes, en raison notamment de la diffusion de la Philippine Basketball Association via Sports5 et du bloc TV5 Kids renforcé, qui comprend les programmes d'animation Marvel Studios. Le réseau fête son cinquième anniversaire sous la direction de Manny V. Pangilinan à l'occasion de son lancement commercial des salons 2015 qui se sont tenus au Sofitel Philippine Plaza le 26 novembre 2014[19]. Le 23 janvier 2015, après la châine de télévision, le réseau change également sa dénomination sociale de ABC Development Corporation à TV5 Network Inc. Progressivemet, la chaîne de divertissement général devient une chaîne consacrée aux sports et à l'information. Le 17 février 2018, dans la foulée des précédents changements, et pour célébrer son 10e anniversaire, TV5 est relancée sous le nom de The 5 Network ou simplement 5 avec un nouveau logo.
Le 20 juillet 2020, 5 sort une nouvelle série doublée en tagalog et plus de contenu de divertissement aux heures de grande écoute. Le 15 août 2020, 5 est revenu à son ancien nom, TV5 (tout en conservant la variante de son logo numérique actuel qui avait été introduit en janvier 2019), alors que le réseau annonçait son partenariat avec la société sœur, Cignal TV, en tant que principal fournisseur de contenu de TV5 pour gérer sa programmation afin de ramener les jours de gloire de TV5 pour concurrencer à nouveau son réseau de télévision rival, GMA Network et d'autres réseaux de télévision aux Philippines.
Elle a comme filiale Kapatid Channel.

## Programmes

### Programmes actuels
Information
- Alagang Kapatid (TV5, 2010-)
- Idol in Action (TV5/One PH, 2020-)
- News5 Alerts (TV5, 2020-)
- Frontline Pilipinas (TV5, 2020-)
- Rated Korina (TV5, 2020-)
- Ted Failon at DJ Chacha sa Radyo5 (TV5, 2020-)
  -  Radyo5 Network News (2020-)
- Usapang Real Life (2020-)

Séries télévisées et feuilletons
- Angel Heart (Channel 3, 2013) (série télévisée) (2020)
- Betty en NY (Telemundo, 2019) (telenovela) (2020)
- Gotham (Fox, 2014-2019) (série télévisée) (2020)
- I Got You (TV5, 2020) (telenovela)
- Legends of Tomorrow (The CW, depuis 2016) (série télévisée) (2020)
- Marimar (Televisa, 1994) (telenovela) (2020)
- Reply 1988 (tvN, 2015-2016) (série télévisée) (2020)
- Sari-Sari Channel (2017-)
- Tierra de reyes (Telemundo, 2014-2015) (telenovela) (2020)
- Wok of Love (SBS, 2018) (série télévisée) (2020)
- Nasaan Ka Nang Kailangan Kita (ABS-CBN, 2015) (telenovela), avec Vina Morales, Denise Laurel, Jane Oineza et Loisa Andalio
- Pasión de amor (ABS-CBN, 2015) (telenovela), avec Jake Cuenca, Arci Muñoz, Ejay Falcon, Ellen Adarna, Joseph Marco et Coleen Garcia
- Muling Buksan Ang Puso (ABS-CBN, 2013) (telenovela), avec Julia Montes, Enrique Gil et Enchong Dee
- Kailangan Ko'y Ikaw (ABS-CBN, 2013) (telenovela), avec Robin Padilla, Anne Curtis et Kris Aquino
- Frijolito (Amarte así) (Telemundo, 2005) (telenovela) (2011), avec Litzy, Mauricio Ochmann et Alejandro Felipe
- My Princess (MBC, 2011) (série) (2011), avec Song Seung-heon et Kim Tae-hee
- Mula Sa Puso (ABS-CBN, 2011) (série), avec Lauren Young, JM De Guzman et Enrique Gil
- Malparida (El Trece, 2010-11) (telenovela) (2011, annulée), avec Gonzalo Heredia, Juana Viale, Carina Zampini, Selva Alemán et Raúl Taibo
- Perfect Match (Personal Taste) (MBC, 2010) (série) (2010-11), avec Lee Min-ho et Son Ye-jin
- Katorse (ABS-CBN, 2009-2010) (telenovela), avec Erich Gonzales, Ejay Falcon, Xian Lim et Enchong Dee
- Maria de Jesus: Ang Anghel sa Lansangan (Cuidado con el ángel) (Televisa, 2008-09) (telenovela) (2009-10), avec Maite Perroni et William Levy
- Tayong Dalawa (ABS-CBN, 2009) (telenovela), avec Kim Chiu, Gerald Anderson et Jake Cuenca

Comédies
- Oh My Dad (TV5, 2020) (sitcom)
- Pidol's Wonderland (TV5, 2010-2012, rediffusion: 2020)
- Sunday 'Kada (TV5, 2020) (sitcom)

Séries d'animation
- 44 Chats (Rai Yoyo/Nick Jr. Italie, depuis 2018) (série d'animation) (2020)
- Regal Academy : L'Académie royale (Rai Yoyo, 2016-2018) (série d'animation) (2020)

Jeux télévisés
- Bawal na Game Show (TV5, 2020)
- Fill in the Bank (TV5, 2020)

Téléréalités
- Bangon Talentadong Pinoy (TV5, 2020-) (téléréalité)
- Breaking the Magicians' Code: Magic's Biggest Secrets Finally Revealed (Fox, 1997-2009) (téléréalité) (2020)
- Dance Moms (Lifetime, 2011-2019) (téléréalité) (2020)
- Masked Singer Pilipinas (TV5, 2020-) (téléréalité)

Débats télévisés
- Chika, Besh! (TV5, 2020)

Variétés
- Sunday Noontime Live (TV5, 2020)

Mode de vie
- Fit for Life (TV5, 2020)

Religion
- Power to Unite with Elvira (2013-en production)
- Misa sa Veritas (2020)
- Power to Unite with Elvira (2010–2018, 2019-)
- Sunday TV Mass (2010)

Sportifs
- One Sports
  -  PBA (TV5, 2013-en production)
  -  National Basketball Association (TV5, depuis 2020)
  -  ONE Championship (TV5, depuis 2019)
  -  WWE Raw (TV5, 2018–2019, 2020)

Documentaire
- Ancient Aliens (History, depuis 2010)

## Identité visuelle (logo)

Logo de TV5 utilisé de 2013 à 2018
Logo de The 5 Network utilisé depuis le 13 janvier 2019